# جمية مستديرة الأوراق
الجُمِية المستديرة الأوراق (باللاتينية: Phacelia rotundifolia) نوع نباتي ينتمي إلى جنس الجمية من الفصيلة الحمحمية.
موطنها المناطق الجافة في ولاية كاليفورنيا الأمريكية.